# Copa América 1987
La Copa América 1987 fu la trentatreesima edizione del massimo torneo sudamericano per nazionali di calcio.
Dopo tre edizioni senza sede fissa, la CONMEBOL decise di riaffidare l'organizzazione del torneo ad un Paese, anche per concentrare le partite in un arco di tempo più ristretto. Per far sì che tutti i Paesi ospitassero almeno una volta la rassegna calcistica continentale, la CONMEBOL stabilì che essi si sarebbero succeduti in ordine alfabetico.
Di volta in volta il Paese avente diritto avrebbe dovuto confermare la propria volontà (e possibilità) di ospitare la rassegna: in caso contrario sarebbe subentrato il Paese successivo in ordine alfabetico o, in caso di rifiuto anche di quest'ultimo, quello ulteriormente successivo o un altro interessato.
Primo Paese in ordine alfabetico era l'Argentina, che ospitò il torneo dal 27 giugno al 12 luglio 1987. Cambiava dunque il collocamento stagionale della manifestazione: non più all'inizio o alla fine di un anno solare (quando nell'emisfero australe è estate), ma a metà e cioè d'inverno. Ciò dato il sempre maggiore numero di calciatori sudamericani che militavano nei club europei, altrimenti restii a concedere i giocatori a stagione in corso.

## Città e stadi
Tre furono gli stadi che ospitarono le gare:
| Città        | Stadio                            | Capacità |
| ------------ | --------------------------------- | -------- |
| Buenos Aires | Estadio Antonio Vespucio Liberti  | 66.449   |
| Córdoba      | Estadio Olímpico Chateau Carreras | 46.083   |
| Rosario      | Estadio Gigante de Arroyito       | 41.654   |

## Nazionali partecipanti
Al torneo presero le 10 nazionali iscritte alla CONMEBOL. Come formula fu confermata quella già sperimentata nelle precedenti 3 edizioni. La squadra campione in carica (in questo caso l'Uruguay) era già promossa alle semifinali. Le altre 9 nazionali furono suddivise in 3 gironi all'italiana da 3 squadre ciascuno: le vincenti sarebbero state promosse in semifinale. La differenza con le precedenti edizioni senza sede fissa era ovviamente che le partite si disputavano in gara unica e non più in una doppia sfida di andata e ritorno. Da questa edizione fu inoltre introdotta la finale per il terzo e quarto posto.
| N° | Nazione   | Iscrizione CONMEBOL | Note                         |
| -- | --------- | ------------------- | ---------------------------- |
| 1  | Argentina | 1916                | Nazione ospitante            |
| 2  | Brasile   | 1916                |                              |
| 3  | Cile      | 1916                |                              |
| 4  | Uruguay   | 1916                | Detentore Coppa America 1983 |
| 5  | Paraguay  | 1921                |                              |
| 6  | Perù      | 1925                |                              |
| 7  | Bolivia   | 1926                |                              |
| 8  | Ecuador   | 1927                |                              |
| 9  | Colombia  | 1936                |                              |
| 10 | Venezuela | 1952                |                              |

La composizione dei gironi iniziali (le partite di ognuno dei quali si sarebbero disputate nello stesso stadio) fu la seguente:

Un frangente della sfida del 2 luglio 1987 tra Argentina ed Ecuador valevole per il gruppo A

Gruppo A (Buenos Aires)
- Argentina
- Ecuador
- Perù

Gruppo B (Córdoba)
- Brasile
- Cile
- Venezuela

Gruppo C (Rosario)
- Bolivia
- Colombia
- Paraguay

## Primo turno

### Gruppo A

#### Risultati
| Arbitro: | Pérez |

|              |           |           |
| Maradona 47’ | Marcatori | 59’ Reyna |

| Arbitro: | Arppi Filho |

|                                       |           |  |
| Caniggia 50’ Maradona 67’ (rig.), 85’ | Marcatori |  |

| Arbitro: | Martínez |

|             |           |          |
| La Rosa 87’ | Marcatori | 72’ Cuvi |

#### Classifica
| Pos. | Squadra   | Pt | G | V | N | P | GF | GS | DR |
| ---- | --------- | -- | - | - | - | - | -- | -- | -- |
| 1.   | Argentina | 3  | 2 | 1 | 1 | 0 | 4  | 1  | +3 |
| 2.   | Perù      | 2  | 2 | 0 | 2 | 0 | 2  | 2  | 0  |
| 3.   | Ecuador   | 1  | 2 | 0 | 1 | 1 | 1  | 4  | -3 |

### Gruppo B

#### Risultati
| Arbitro: | Jácome |

|                                                                         |           |  |
| Edu Marangon 33’ Morovic 39’ (aut.) Careca 66’ Nelsinho 72’ Romário 89’ | Marcatori |  |

| Arbitro: | Barrancos |

|                                        |           |                   |
| Letelier 17’ Contreras 70’ Salgado 83’ | Marcatori | 24’ (rig.) Acosta |

| Arbitro: | Cardellino |

|                                  |           |  |
| Basay 41’, 68’ Letelier 48’, 75’ | Marcatori |  |

#### Classifica
| Pos. | Squadra   | Pt | G | V | N | P | GF | GS | DR |
| ---- | --------- | -- | - | - | - | - | -- | -- | -- |
| 1.   | Cile      | 4  | 2 | 2 | 0 | 0 | 7  | 1  | +6 |
| 2.   | Brasile   | 2  | 2 | 1 | 0 | 1 | 5  | 4  | +1 |
| 3.   | Venezuela | 0  | 2 | 0 | 0 | 2 | 1  | 8  | -7 |

### Gruppo C

#### Risultati
| Rosario 28 giugno 1987 | Paraguay | 0 – 0 | Bolivia | Estadio Gigante de Arroyito (5.000 spett.)\| Arbitro: \| Labó \| |
| Arbitro:               | Labó     |       |         |                                                                  |

| Arbitro: | Castro |

|                            |           |  |
| Valderrama 34’ Iguarán 89’ | Marcatori |  |

| Arbitro: | Lamolina |

|                      |           |  |
| Iguarán 8’, 34’, 50’ | Marcatori |  |

#### Classifica
| Pos. | Squadra  | Pt | G | V | N | P | GF | GS | DR |
| ---- | -------- | -- | - | - | - | - | -- | -- | -- |
| 1.   | Colombia | 4  | 2 | 2 | 0 | 0 | 5  | 0  | +5 |
| 2.   | Bolivia  | 1  | 2 | 0 | 1 | 1 | 0  | 2  | -2 |
| 3.   | Paraguay | 1  | 2 | 0 | 1 | 1 | 0  | 3  | -3 |

## Fase ad eliminazione diretta

### Semifinali
| Arbitro: | Arppi Filho |

|                        |           |                   |
| Astengo 106’ Vera 108’ | Marcatori | 103’ (rig.) Redín |

| Arbitro: | Jácome |

|               |           |  |
| Alzamendi 43’ | Marcatori |  |

### Finale per il 3º posto
| Arbitro: | Corujo |

|                      |           |              |
| Gómez 8’ Galeano 27’ | Marcatori | 86’ Caniggia |

### Finale
| Arbitro: | Romualdo Arppi Filho |

|                |           |  |
| Bengoechea 56’ | Marcatori |  |

| Uruguay | Cile |

| POR             | 12 | Eduardo Pereira      |     |     |
| DIF             | 14 | Alfonso Domínguez    |     |     |
| DIF             | 3  | Nelson Gutiérrez     |     |     |
| DIF             | 4  | Obdulio Trasante     |     |     |
| DIF             | 5  | José Pintos Saldanha |     |     |
| CEN             | 8  | Gustavo Matosas      |     |     |
| CEN             | 15 | José Perdomo         | 88’ |     |
| CEN             | 16 | Pablo Bengoechea     |     |     |
| CEN             | 10 | Enzo Francescoli     | 27’ |     |
| ATT             | 7  | Antonio Alzamendi    |     | 86’ |
| ATT             | 11 | Rubén Sosa           |     |     |
| Sostituzioni:   |    |                      |     |     |
| DIF             | 6  | José Enrique Peña    |     | 86’ |
| Allenatore:     |    |                      |     |     |
| Roberto Fleitas |    |                      |     |     |

| POR             | 1  | Roberto Rojas        |     |         |
| DIF             | 2  | Oscar Reyes          |     |         |
| DIF             | 8  | Eduardo Gómez        | 14’ |         |
| DIF             | 11 | Fernando Astengo     | 88’ |         |
| DIF             | 4  | Luis Hormazábal      |     |         |
| CEN             | 18 | Patricio Mardones    |     |         |
| CEN             | 10 | Jorge Contreras      |     |         |
| CEN             | 20 | Héctor Puebla        |     | 19’     |
| CEN             | 6  | Jaime Pizarro        |     |         |
| ATT             | 9  | Juan Carlos Letelier |     |         |
| ATT             | 7  | Ivo Basay            |     |         |
| Sostituzioni:   |    |                      |     |         |
| DIF             | 3  | Ricardo Toro         |     | 19’ 63’ |
| CEN             | 21 | Hugo Rubio           |     | 63’     |
| Allenatore:     |    |                      |     |         |
| Orlando Aravena |    |                      |     |         |

## Classifica marcatori
4 goal
- Iguarán.

3 goal
- Maradona;
- Letelier.

2 goal
- Caniggia;
- Basay.

1 goal
- Careca, Edú Marangón, Nelsinho e Romário;
- Astengo, Contreras, Salgado e Vera;
- Galeano, Gómez, Redín e Valderrama;
- Cuvi;
- La Rosa e Reyna;
- Alzamendi e Bengoechea;
- Acosta.

autoreti
- Morovic (pro Brasile).

## Arbitri
- Francisco Lamolina
- Luis Barrancos
- Romualdo Arppi Filho
- Gastón Castro
- Armando Pérez Hoyos

- Elías Jácome
- Asterio Martínez
- Enrique Labó
- Juan Daniel Cardellino
- Bernardo Corujo